# Rauchwaren

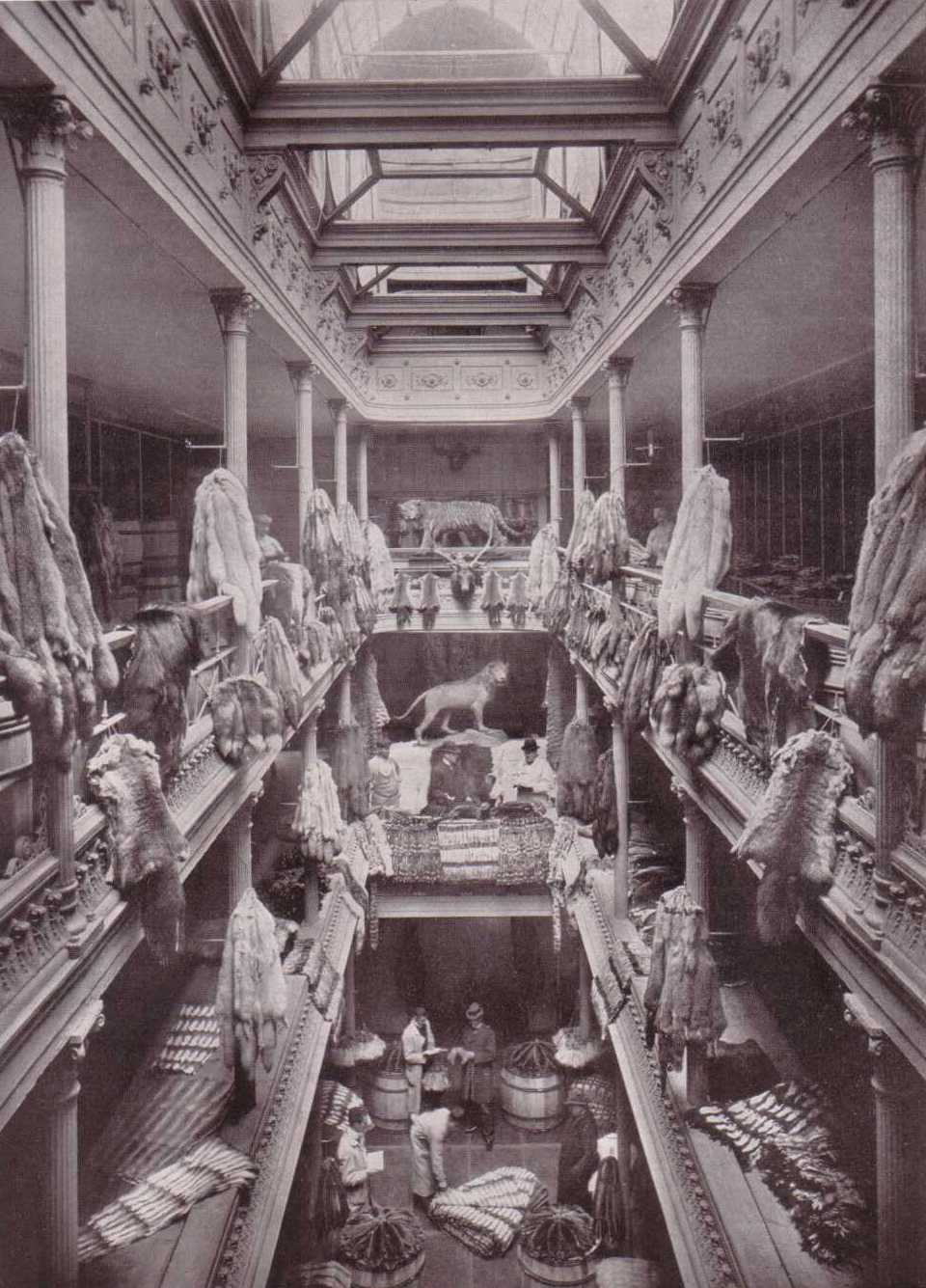
Leipziger Rauchwarenhandlung um 1900

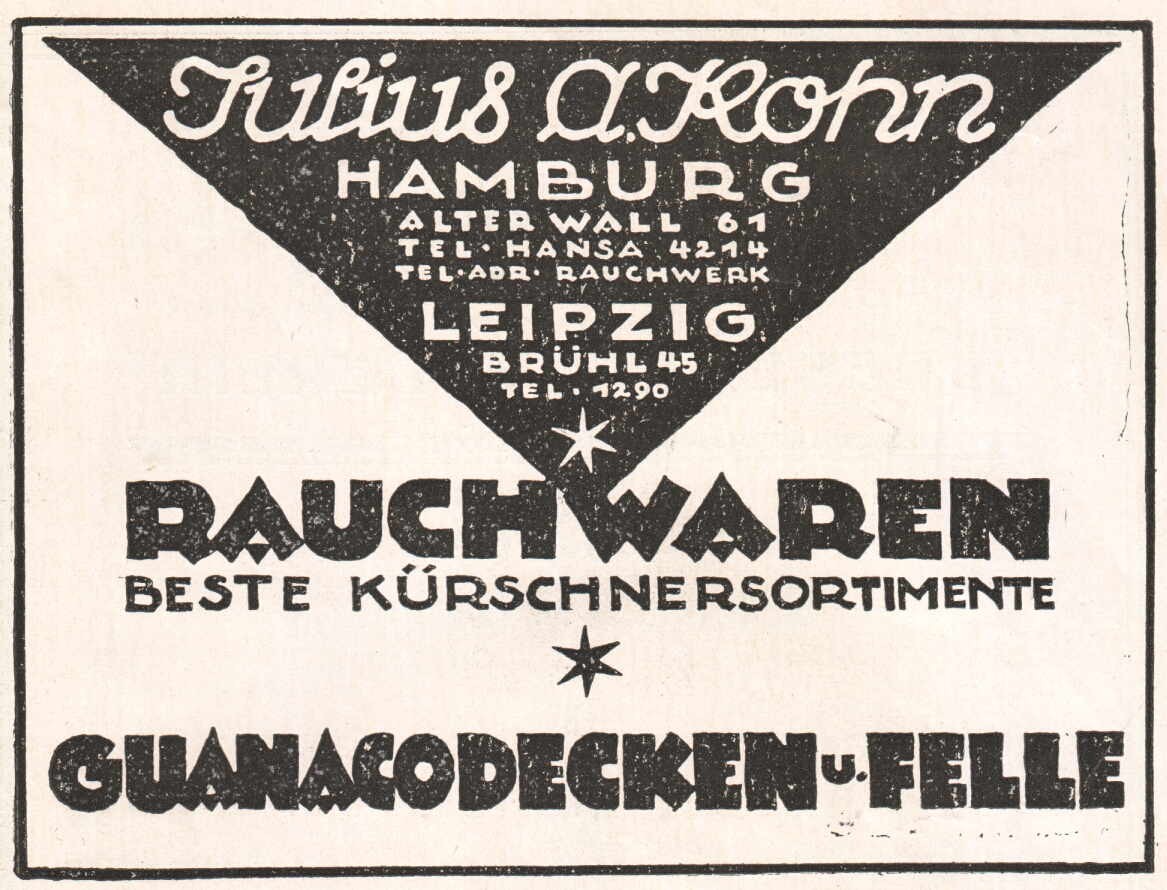
Anzeige eines Rauchwarenhändlers (1922)

Rauchwaren, österreichisch auch Rauwaren, sind zugerichtete gegerbte, noch nicht zu Pelz verarbeitete Tierfelle. Der Begriff wird insbesondere im Pelzhandel selbst benutzt; die Singularform „Rauchware“ ist wenig gebräuchlich.

## Namensherkunft
Die Bezeichnung Rauchwaren leitet sich von dem Adjektiv „rauch, rauh/rau“ ab, das so viel wie „behaart, zottig“ bedeutet. Der Ausdruck ist seit dem 9. Jahrhundert im Althochdeutschen nachweisbar, später beispielsweise im Märchen Allerleirauh. In der eigentlichen, damaligen Bedeutung ist Allerleirauh ein aus verschiedenartigen Fellarten zusammengesetztes Pelzteil, das für Pelzfutter und nach außen als Verbrämung genutzt wurde. Krünitz’ Enzyklopädie von 1812 vermerkt unter „Rauch“: „mit Wolle, Haaren oder Federn bewachsen, im Gegensatze zu glatt.“
Der Leipziger Rauchwarenkaufmann Friedrich Jäkel erinnerte sich 1985, dass ihm berichtet wurde, dass der Begriff als „Rauchware“ in älterer Zeit am Pelzzentrum des Leipziger Brühl in Gebrauch war und später in „Rauhware“, wie in Österreich, übergegangen wäre. Da aber die jüdischen Einkäufer aus dem europäischen Osten das Wort wie „Ruachware“ aussprachen, hätte sich wieder der Name „Rauchware“ eingebürgert.
In früheren Zeiten unterschied man noch nicht streng zwischen Rauchwaren und den Pelzwaren. Erst später wurde versucht, diese beiden Begriffe voneinander zu trennen.

## Wortverwendung
Während das historische Wort „Rauchwerk“ in der Regel Pelzkleider oder zumindest Pelzverbrämungen an textiler Kleidung bezeichnete, bezog sich die Zusammensetzung mit „Rauchwaren“ immer auf unverarbeitete Pelzfelle. Während in einem Pelzhandelsfachbuch des Jahres 1864 Rauchwaren noch den zu Leder verarbeiteten Tierhäuten gegenübergestellt wurden, betrachtet man inzwischen als nächstes Gegenstück die „Pelzwaren“, Produkte aus immer verarbeiteten beziehungsweise konfektionierten Fellen.
Im Fachbuch „Die Rauchwarenveredlung“ aus dem Jahr 1925 wird noch strenger unterschieden:

„Als Rauchware bezeichnet man das Fell, sobald es zugerichtet ist. […] Führt jemand in seiner Firma die Bezeichnung „Felle“, so handelt er eben nur mit rohen Bälgen. Schreibt er „Rauchwaren“ ohne weiteren Zusatz, dann handelt er mit zugerichteten (gegerbten) oder mit zugerichteten und gefärbten Fellen, die jedoch nicht so weit verarbeitet sind, dass man sie sofort tragen könnte. […]“

„Rauchwaren“ war als der ursprünglichere und umfassendere Begriff besonders geeignet, Weiterverbindungen zu bilden, wie „Rauchwarenveredlung“, „Rauchwarenzurichterei“, „Rauchwarenfärberei“, „Rauchwarenhandel“, „Rauchwarenmarkt“  und „Rauchwarenwirtschaft“, Mantelbegriffe für alle Zweige des der Pelzfelle verarbeitenden Gewerbe und Industriearten. Zuletzt wurde „Rauchwaren“ in den Wortzsammensetzungen immer mehr durch den noch allgemeineren Begriff „Pelz“ ersetzt. Laut dem letzten, 1989 erschienenen deutschsprachigen Fachbuch der Pelzbranche heißen veredelte Felle „jetzt allgemein Rauchwaren“.
Ein Fell mit dichtem, nicht straff anliegendem Haar wird im Handel als „rauch“ bezeichnet. Die Kürschnerfachsprache kennt daneben Gütebezeichnungen wie überrauch, vollrauch, halbrauch, wenig rauch (etwas flach) und nichtrauch (flach). Diese durchaus weiter nuancierbaren Abstufungen bezeichnen „den Zustand des Haarwuchses beim Entpelzen im Verhältnis zum Zustand der Vollreife innerhalb ein und derselben Art“. Der Überbegriff für die Beschreibung des Haarzustandes ist „Rauche“.
Rauchwaren sind Gegenstand eines weltweiten Handels, Rauchwarenhandel oder im allgemeinen Sprachgebrauch auch Pelzhandel genannt. Rauchwarenhändler, früher auch Rauchhändler, österreichisch Rauhwarenhändler, ist die entsprechende Berufsbezeichnung der Mitarbeiter dieser Großhandelsbranche.
Die Rauchwarenzurichtung, heute auch unter dem Sammelbegriff Rauchwarenveredlung, macht die Felle haltbar und für den Kürschner verarbeitungsfähig. Diese Verarbeitung ähnelt der Gerberei, nur dass im Unterschied zu dieser bei der Zurichtung die Haare des Tierfells erhalten bleiben. Die Rauchwaren stellen somit das Ausgangsmaterial für Pelzgegenstände dar. Diese werden ihrerseits gelegentlich noch als „Rauchwerk“ bezeichnet.